# Chapelle-des-Bois
Chapelle-des-Bois és un municipi francès situat al departament del Doubs i a la regió de Borgonya - Franc Comtat. L'any 2007 tenia 273 habitants.

## Demografia

### Població
El 2007 la població de fet de Chapelle-des-Bois era de 273 persones. Hi havia 105 famílies de les quals 25 eren unipersonals (21 homes vivint sols i 4 dones vivint soles), 21 parelles sense fills, 46 parelles amb fills i 13 famílies monoparentals amb fills.
La població ha evolucionat segons el següent gràfic:
Habitants censats

### Habitatges
El 2007 hi havia 217 habitatges, 106 eren l'habitatge principal de la família, 107 eren segones residències i 4 estaven desocupats. 93 eren cases i 123 eren apartaments. Dels 106 habitatges principals, 82 estaven ocupats pels seus propietaris, 20 estaven llogats i ocupats pels llogaters i 4 estaven cedits a títol gratuït; 3 tenien una cambra, 6 en tenien dues, 8 en tenien tres, 23 en tenien quatre i 66 en tenien cinc o més. 88 habitatges disposaven pel capbaix d'una plaça de pàrquing. A 58 habitatges hi havia un automòbil i a 44 n'hi havia dos o més.

### Piràmide de població
La piràmide de població per edats i sexe el 2009 era:
| Homes | Edats   | Dones |
| ----- | ------- | ----- |
| 0     | 95 o +  | 0     |
| 0     | 90 a 94 | 0     |
| 12    | 85 a 89 | 4     |
| 0     | 80 a 84 | 0     |
| 4     | 75 a 79 | 0     |
| 20    | 70 a 74 | 4     |
| 8     | 65 a 69 | 4     |
| 8     | 60 a 64 | 8     |
| 0     | 55 a 59 | 0     |
| 4     | 50 a 54 | 0     |
| 16    | 45 a 49 | 8     |
| 8     | 40 a 44 | 4     |
| 4     | 35 a 39 | 4     |
| 12    | 30 a 34 | 16    |
| 4     | 25 a 29 | 12    |
| 8     | 20 a 24 | 0     |
| 28    | 15 a 19 | 0     |
| 4     | 10 a 14 | 8     |
| 4     | 5 a 9   | 16    |
| 4     | 0 a 4   | 8     |

## Economia
El 2007 la població en edat de treballar era de 170 persones, 132 eren actives i 38 eren inactives. De les 132 persones actives 125 estaven ocupades (68 homes i 57 dones) i 7 estaven aturades (3 homes i 4 dones). De les 38 persones inactives 8 estaven jubilades, 24 estaven estudiant i 6 estaven classificades com a «altres inactius».

### Ingressos
El 2009 a Chapelle-des-Bois hi havia 96 unitats fiscals que integraven 257 persones, la mediana anual d'ingressos fiscals per persona era de 15.531 €.

### Activitats econòmiques
Dels 25 establiments que hi havia el 2007, 1 era d'una empresa alimentària, 1 d'una empresa de fabricació d'altres productes industrials, 1 d'una empresa de construcció, 3 d'empreses de comerç i reparació d'automòbils, 9 d'empreses d'hostatgeria i restauració, 1 d'una empresa immobiliària, 1 d'una empresa de serveis, 6 d'entitats de l'administració pública i 2 d'empreses classificades com a «altres activitats de serveis».
Dels 4 establiments de servei als particulars que hi havia el 2009, 1 era una fusteria i 3 restaurants.
Dels 2 establiments comercials que hi havia el 2009, 1 era una botiga de més de 120 m² i 1 una botiga de mobles.
L'any 2000 a Chapelle-des-Bois hi havia 13 explotacions agrícoles.

## Equipaments sanitaris i escolars
El 2009 hi havia una escola elemental.

## Poblacions més properes
El següent diagrama mostra les poblacions més properes.